# Panopeu (Fòcida)
|  | Per a altres significats, vegeu «Panopeu». |

Panopeu (grec antic: Πανοπεύς, llatí: Panopeus) fou una antiga ciutat de la Fòcida situada a prop de la frontera amb Beòcia, entre les ciutats de Daulis i Queronea. Habitada segons la llegenda pels flegieus, el seu rei, Esquedi, i el seu germà, van dirigir el contingent d'aquesta ciutat i d'altres a la guerra de Troia. Homer la menciona al Catàleg de les naus de la Ilíada.
Pausànias diu que estava situada a 20 estadis de Queronea i a 7 de Daulis, però probablement erra en la darrera distància, perquè les ruïnes de Daulis són a uns 27 estadis. Panopeu era famosa perquè tenia la tomba de Tici, un gegant fill de Zeus que va voler violar Leto quan anava camí de Delfos, i va ser mort en aquell lloc per Apol·lo i Àrtemis, segons que diu Homer a l'Odissea.
Heròdot diu que Xerxes I de Pèrsia a les Guerres mèdiques va destruir la ciutat, que després els seus habitants van reconstruir. Però el rei Filip II de Macedònia la va tornar a destruir l'any 346 aC. L'any 198 aC, els romans la van ocupar al primer assalt, diu Titus Livi, i segons Plutarc va ser destruïda una tercera vegada durant la Primera Guerra Mitridàtica entre Sul·la i el general Arquelau.
Pausànias diu que la ciutat tenia 7 estadis de circuit, però que al seu temps (segle i), de la ciutat només quedaven unes quantes barraques vora d'un torrent. Diu que la tomba de Tici ocupava l'espai d'un estadi, ja que era un gegant.
Les seves ruïnes són a Aio Vlasi (Άγιος Βλάσης), a prop de l'antiga Queronea. Resta una bona part de la muralla.